# OG Ron C
OG Ron C, de son vrai nom Ronald Coleman, est un disc jockey américain. Il est connu pour avoir co-fondé le label Swishahouse en 1997 avec DJ Michael "5000" Watts et G-Dash. Il est spécialisé dans le style musical chopped and screwed.
Après son départ de Swishahouse, il crée son propre label Wrecking Yard. Il se fait notamment remarquer pour ses collaborations avec Drake dans les années 2010, remixant plusieurs de ses albums.

## Biographie
Ronald Coleman, plus connu sous son nom de scène OG Ron C, est originaire du quartier Fifth Ward de Houston. Il débute en tant que DJ pour des soirées étudiantes avant de travailler dans des stations de radio.
Il fonde en 1997 le label Swishahouse avec DJ Michael "5000" Watts et G-Dash. Ils produisent initialement des mixtapes sans modification de tempo, puis reprennent ensuite le style chopped and screwed de DJ Screw.
Plusieurs rappeurs s'en prennent alors aux habitants de la rive nord de Houston sur les mixtapes de DJ Screw, ce qui pousse les habitants de la rive nord à s'orienter vers les mixtapes d'OG Ron C et Michael Watts. En 1999, ils sortent All Hell Broke Loose, le premier album officiel du label. Leur label contribue à lancer les carrières de Mike Jones, Paul Wall, Slim Thug et Chamillionaire.
Après son départ de Swishahouse, il crée le label Wrecking Yard et poursuit la production de nombreuses mixtapes, notamment la série F-Action orientée R&B. Elle attire l'attention de Drake, qui affirme avoir écrit plusieurs de ses couplets sur les rythmes ralentis par OG Ron C. Durant les années 2010, les deux artistes collaborent pour créer des versions chopped and screwed des albums Thank Me Later, Take Care, Views et If You're Reading This It's Too Late. OG Ron C remixe également les albums de nombreux autres artistes, notamment UGK, Geto Boys, Little Dragon, Thundercat et ASAP Rocky,.

## Style
D'après le Fader, il se démarque de DJ Screw en maintenant un tempo plus élevé dans ses remixes chopped and screwed.